# The Gentlemen (TV-serie)
The Gentlemen är en brittisk kriminal- och actionkomediserie vars första säsong hade premiär på strömningstjänsten Netflix den 7 mars 2024. Serien är skapad av Guy Ritchie och baserad på filmen från 2019 med samma namn. Första säsongen består av åtta avsnitt.

## Handling
Serien kretsar kring Eddie Halstead som fått ärva en större egendom från sin far, ovetande om att den fungerar som täckmantel för Pearsons narkotikaimperium.

## Rollista (i urval)
- Theo James - Eddie Halstead
- Kaya Scodelario - Susie Glass
- Daniel Ings - Freddy Halstead
- Joely Richardson -Sabrina Halstead
- Giancarlo Esposito
- Peter Serafinowicz
- Vinnie Jones - Geoff Seacombe
- Chanel Cresswell - Tammy
- Max Beesley - Henry Collins